# Luterska Górka w Rakowie
Luterska Górka w Rakowie – dawny cmentarz ariański (braci polskich), położony między kościołem św. Trójcy w Rakowie a rzeką Czarną Staszowską, w połowie drogi do Dębna.
Cmentarz został założony zapewne wraz z powstaniem i zorganizowaniem się gminy ariańskiej w Rakowie w 1569. Prawdopodobnie Luterska Górka przestała być miejscem pochówków braci polskich w 1638, kiedy to sąd sejmowy nakazał likwidację ośrodka ariańskiego w Rakowie. Po 1640 rakowianie mieli już nowy, katolicki cmentarz, który umiejscowiono przy kościele parafialnym św. Trójcy, wzniesionym w miejscu zburzonego budynku zboru.
Cmentarz ariański przetrwał do lat 50. XX wieku, kiedy to na potrzeby budowlane użyto piasku z Luterskiej Górki. W rezultacie miejsce cmentarne zostało zdewastowane, a ciała sprofanowane. Lucjan Bera – naoczny świadek tego wydarzenia – wspominał:
Na początku dekady lat 1960 piach był potrzebny na przebudowę kolejki wąskotorowej (...). Postawiono koparki i czaszki tylko fruwały, ludzkie kości kupkami zalegały. Zgroza! Aż skóra cierpła, co się tu wyprawiało.
W 1955 Wacław Urban wraz z Tadeuszem Przypkowskim, podczas wspólnej wyprawy w poszukiwaniu poariańskich zabytków, na Luterskiej Górce znaleźli fragmenty kości oraz trumny.
Do dziś teren dawnego cmentarza ariańskiego nie jest zabezpieczony ani chroniony. Nie podlega także ochronie prawnej, gdyż nie figuruje w rejestrze zabytków.